# Dreiser Weiher mit Döhmberg und Börchen
Das Naturschutzgebiet Dreiser Weiher mit Döhmberg und Börchen liegt im Landkreis Vulkaneifel in Rheinland-Pfalz auf dem Gebiet der Ortsgemeinden Betteldorf, Dreis-Brück und Oberehe-Stroheich. Das Gebiet erstreckt sich westlich des Kernortes von Dreis-Brück und nordöstlich des Kernortes von Betteldorf. Nördlich und östlich des Gebietes verläuft die B 421. Am nördlichen Rand fließt der Sellbach und am östlichen Rand und östlich der Ahbach.

## Bedeutung
Das rund 230 ha große Gebiet wurde im Jahr 1986 unter der Kennung 7233-035 unter Naturschutz gestellt. Es umfasst
- den Dreiser Weiher (ein bis zu 1.360 Meter langes und 1.160 Meter breites Maar in der Eifel – das zweitgrößte Eifelmaar) mit vier Eruptionsstellen und einem Feuchtbiotop im Maarboden
- den Döhmberg mit basaltischem Tuff- und Schlackenkegel
- blütenreiche Magerweiden im „Börchen“